# Liste der Monuments historiques in Goulven
Die Liste der Monuments historiques in Goulven führt die Monuments historiques in der französischen Gemeinde Goulven auf.

## Liste der Bauwerke
| Bezeichnung                                 | Beschreibung                        | Standort | Kennzeichnung | Schutzstatus | Datum     | Bild           |
| ------------------------------------------- | ----------------------------------- | -------- | ------------- | ------------ | --------- | -------------- |
| Dolmen Créac’h-Gallic                       | auch Dolmen du Cosquer (PA00089980) | (Lage)   | PA00089979    | Classé       | 1883 1920 | weitere Bilder |
| Kirche St-Goulven mit Friedhof und Beinhaus |                                     | (Lage)   | PA00089981    | Classé       | 1862 1946 | weitere Bilder |
| Haus                                        |                                     | (Lage)   | PA00089982    | Inscrit      | 1926      | weitere Bilder |

## Liste der Objekte
- Monuments historiques (Objekte) in Goulven in der Base Palissy des französischen Kultusministeriums